# Nathan Rapoport
Nathan Rapoport (né le 7 novembre 1911 à Varsovie et mort le 4 juin 1987 à New York) est un sculpteur. 
En 1948, il sculpte un monument à la mémoire et à la gloire des soldats juifs étrangers, engagés volontaires dans l’armée française, morts au champ d’honneur au cours de la bataille de France (mai-juin 1940) pendant la Seconde Guerre mondiale.  
Ce monument a été commandé par l’Union des Engagés Volontaires, Anciens Combattants Juifs 1939-1945, leurs Enfants et Amis, et est inauguré en 1948 au Cimetière Parisien de Bagneux.  

## Biographie
Nathan Rapoport est né le 7 novembre 1911 à Varsovie en Pologne. Après de brillantes études à l'Académie des beaux-arts de Varsovie, il obtient une bourse pour étudier en Italie et en France à l'École nationale supérieure des beaux-arts à Paris (1936-1939). 
Alors qu'il est de retour à Varsovie, la Pologne est  envahie par l’armée allemande. Nathan Rapoport essaie de rejoindre l’armée polonaise en déroute. Il se réfugit à Bialystok, où Sima, sa femme le rejoint. 
Nathan Rapoport est remarqué par une commission artistique russe dont le directeur de la galerie Tretiakov. Un logement  et un atelier lui sont alloués à Minsk : il partage cet atelier avec un autre sculpteur, Frazer. 
Sima donne naissance à une petite fille, Nina Wolmark. Peu après cette naissance, juin 1941, rupture du pacte germano-soviétique. L'opération Barbarossa oblige Nathan Rapoport et sa famille à fuir Minsk par le train sous les bombardements allemands jusqu’au Kazakhstan. Nathan Rapoport est enrôlé dans un camp de travail, dont il réchappe d’une manière inespérée. Un atelier sous les combles de l’opéra de Novossibirsk lui est alloué ainsi qu’un logement dans un appartement communautaire. C’est à Novossibirsk, en 1943 que Nathan Rapoport et sa femme apprennent le soulèvement du Ghetto de Varsovie, par des journaux clandestins puis, à Moscou, par Ilya Ehrenbourg et l’acteur Michoëls. Premier projet d’un monument à la mémoire des insurgés, refusé par les autorités artistiques soviétiques. 1945, fins des hostilités. 1946, Le poète Avrom Tzutsever encourage Nathan Rapoport à retourner à Varsovie proposer la maquette de son monument. Ce qu’il fait au péril de sa vie.
L'artiste emporte, contre toute attente, l'accord de la Municipalité de Varsovie, qui fait face aux difficultés quasi insurmontables de la reconstruction d’une Varsovie quasi totalement arasée.
C’est à Paris que Nathan Rapoport va revenir où, dans son atelier du 14 Cité Falguière, il n'aura que neuf mois pour le mener son projet à terme.
En mars 1947, le gouvernement suédois lui fait don de blocs de granit du Labrador que le sculpteur Arno Brecker avait fait tailler pour un monument à la Victoire du Führer et que Nathan Rapoport utilisera pour figurer symboliquement les murs du Ghetto de Varsovie.
Mars 1948. Agrandies en plâtre par Susse Frères puis en bronze par Rudier, le fondeur de Rodin, les 90 pièces du monument vont être acheminées par voie maritime pour éviter qu’elles ne puissent être bloquées à la frontière avec l'Allemagne. 
À l’emplacement prévu pour l’érection du futur monument, c'est une hauteur de deux mètres de gravats qu'il faudra dégager pour que Nathan Rapoport -et son architecte, Léon Suzin, puissent enfin ériger le haut relief de bronze représentant Mordechaï Anielewicz, chef des insurgés du Ghetto de Varsovie niché dans la façade de granit et faire tailler dans le même minéral la seconde face du Monument, la Marche Vers la Mort, un bas-relief symboliquement orienté dans la direction de l'Umschlagplatz.- Ce monument qui va devenir, au cours des décennies qui vont suivre, symbole universel de résistance est enfin inauguré le 19 avril 1948, cinquième anniversaire du soulèvement du ghetto de Varsovie, en présence de dix mille survivants, poètes et ambassadeurs et personnalités venues du monde entier, comme Mohamad Nehru.
L'artiste revient à Paris[Quand ?] où il reprend ses études à l'École nationale supérieure des beaux-arts et suit les cours d'André Lhote. Il sculpte un second monument, à la mémoire de Mordechaï Anielewicz, monument qui,cette fois, lui a été demandé par le Bundt sera inauguré peu après son retour, au cimetière de Bagneux. 
En 1960, il se partage entre New York, Israël et Paris, puis entre New York et l'Italie, près de Carrare, où il travaille pendant huit ans sur son monument « Le Parchemin de Feu, » (Scroll of Fire), (Megilat Ha Esch) puis un monument à la mémoire des Juifs victimes de la Shoah pendant la Seconde Guerre mondiale, érigé à Philadelphie. 
Il décède le 4 juin 1987, à New York.

## Œuvres
Nathan Rapoport, personnalité atypique de l’École de Paris, laisse une œuvre monumentale et artistique prolifique, dédiée principalement à la mémoire de la Shoah, à des thèmes bibliques, parmi lesquels beaucoup sont devenus des icônes, notamment :
- Le Monument aux héros du ghetto à Varsovie, Pologne.
- Le Monument to Mordechai Anielewicz au Kibbutz de Yad Mordechai, Israël.
- Le Monument aux Combattants du Kibbutz Negba
- Job , Yad Vashem, Jérusalem, Israël & Kew Gardens, New York. USA.
- Le Combat de Jacob avec l'Ange, Toronto, Canada.
- Liberation (Holocaust memorial), 1985, bronze, parc d'État Liberty, Jersey City.
- The Last March, sculpture en bronze à Yad Vashem, Jerusalem, Israel.
- The Warsaw Ghetto Uprising, sculpture en bronze in Yad Vashem, Jérusalem, Israël;
- Philadelphia Holocaust Memorial au Benjamin Franklin Parkway, Philadelphie.
- Korczak's Last Walk à la synagogue de Park Avenue, New York.

## Galerie

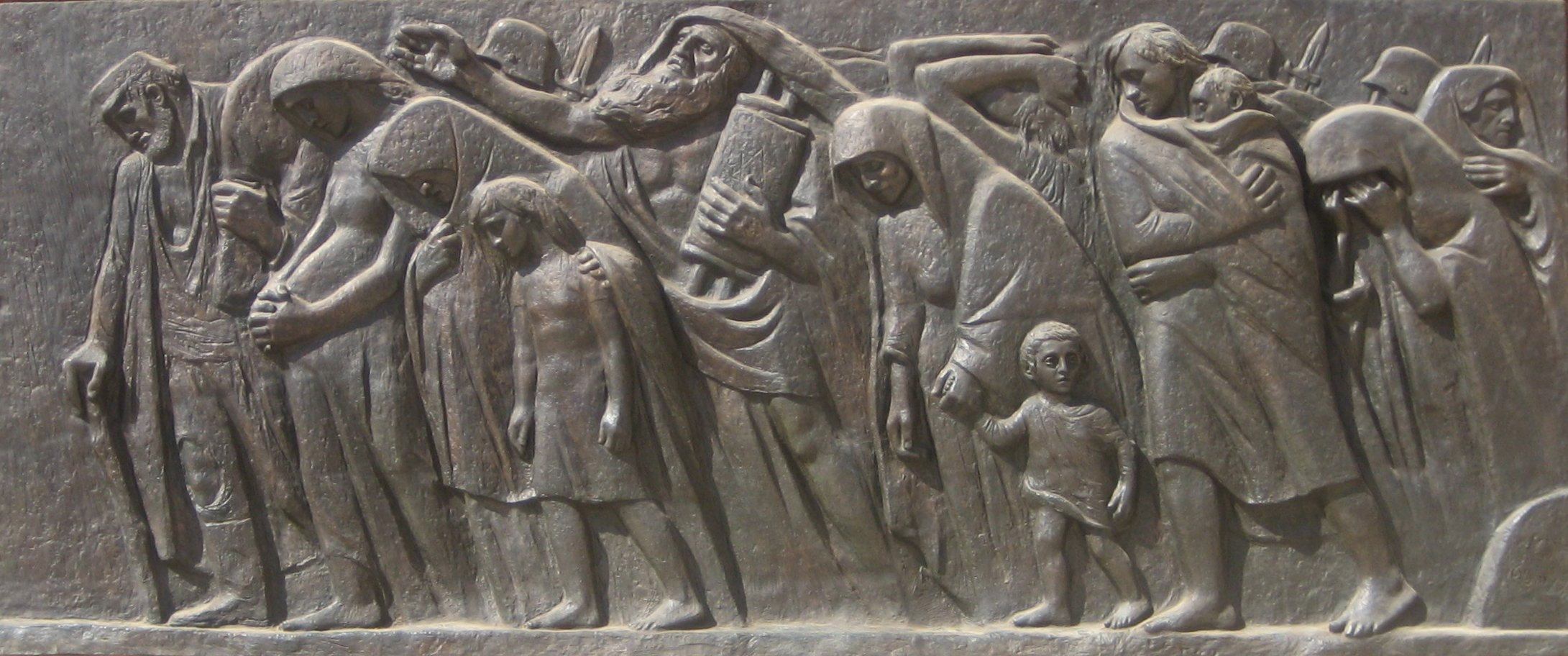
The Last March, bronze sculpture by Nathan Rapoport, Yad Vashem, Jérusalem
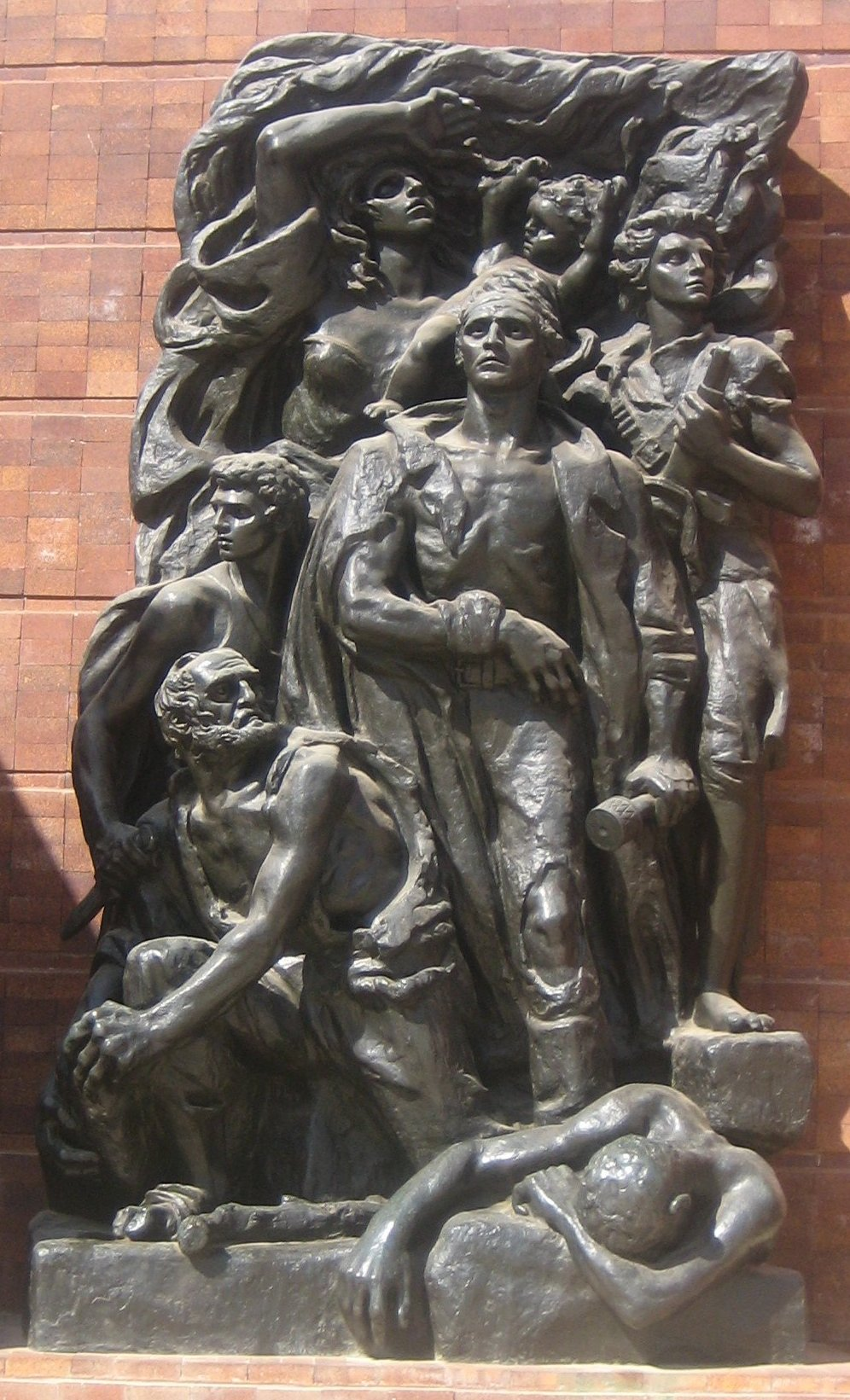
The Warsaw Ghetto Uprising, bronze sculpture by Nathan Rapoport, 1947, Yad Vashem, Jérusalem
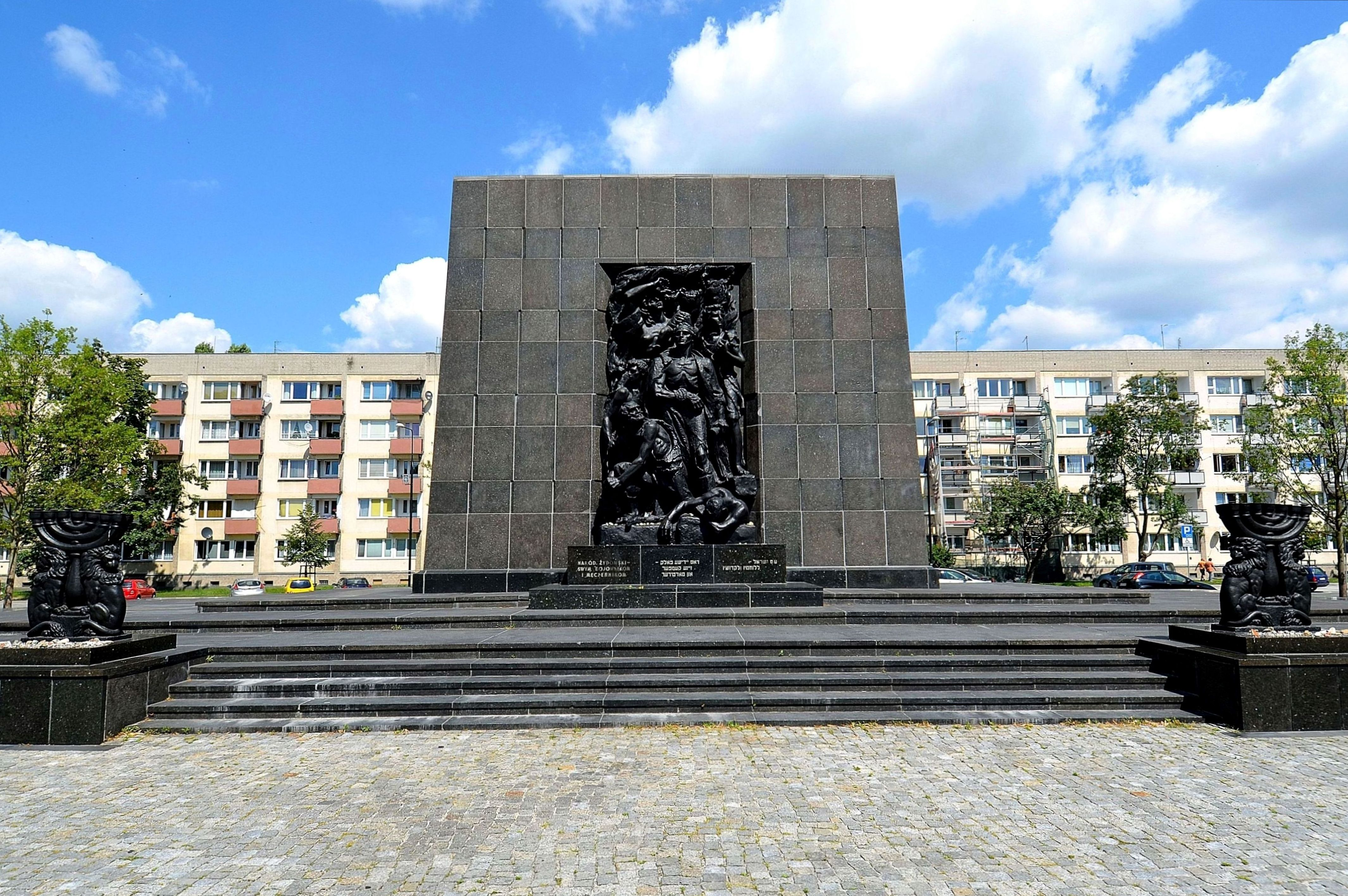
Monument aux héros du ghetto à Varsovie, Pologne
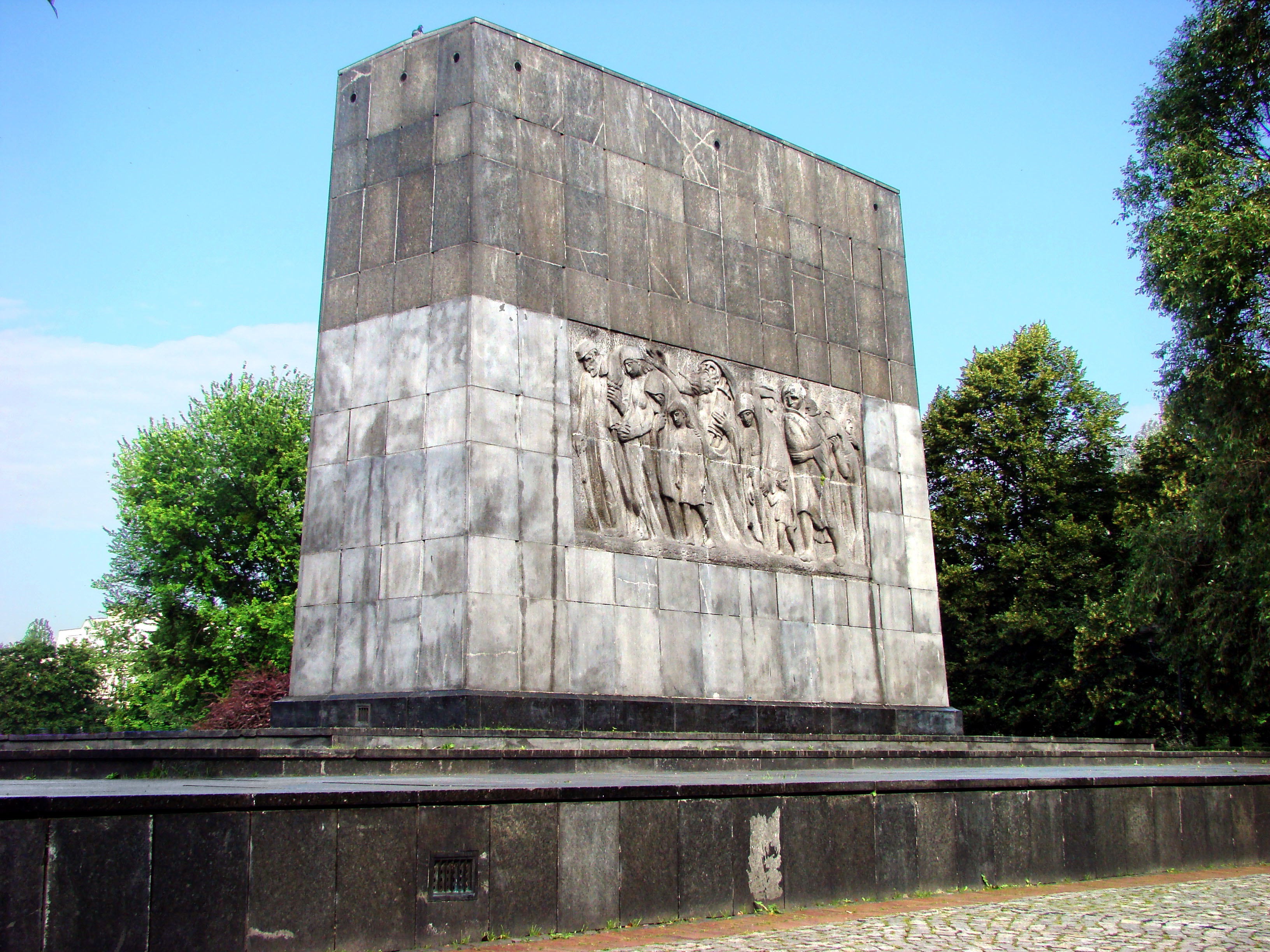
Monument du côté est.
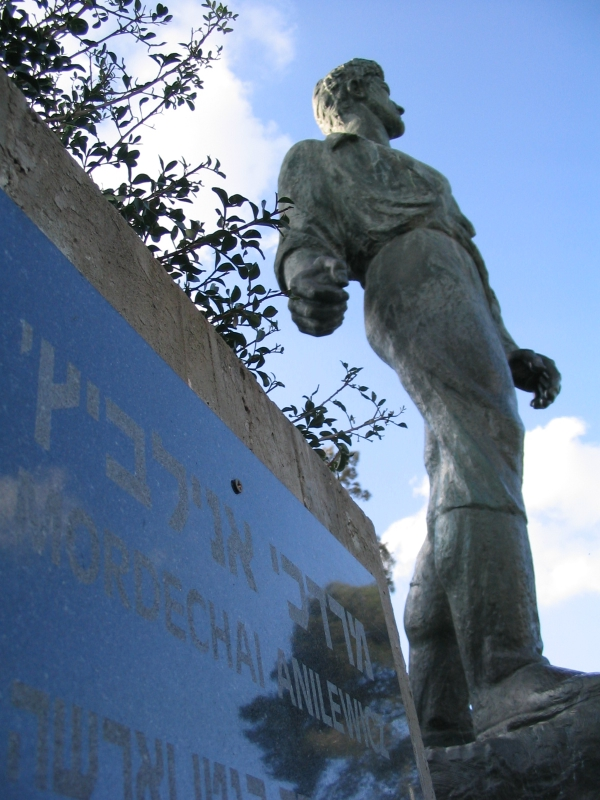
Monument to Mordechai Anielewicz à Yad Mordechai, Israël
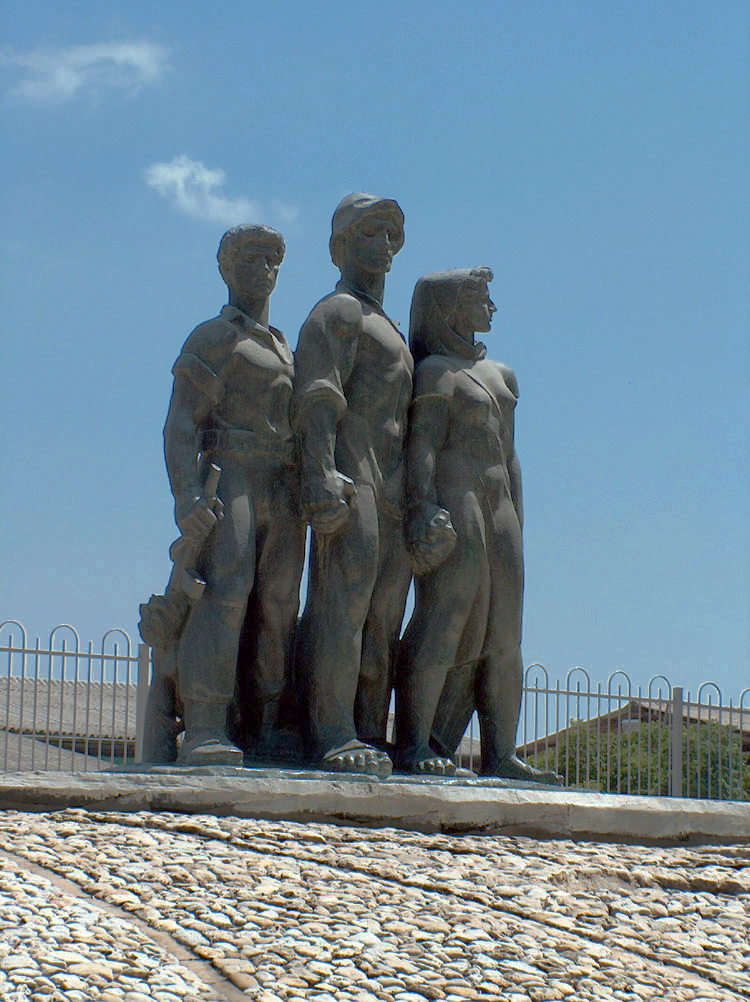
Monument au kibboutz Negba, Israël
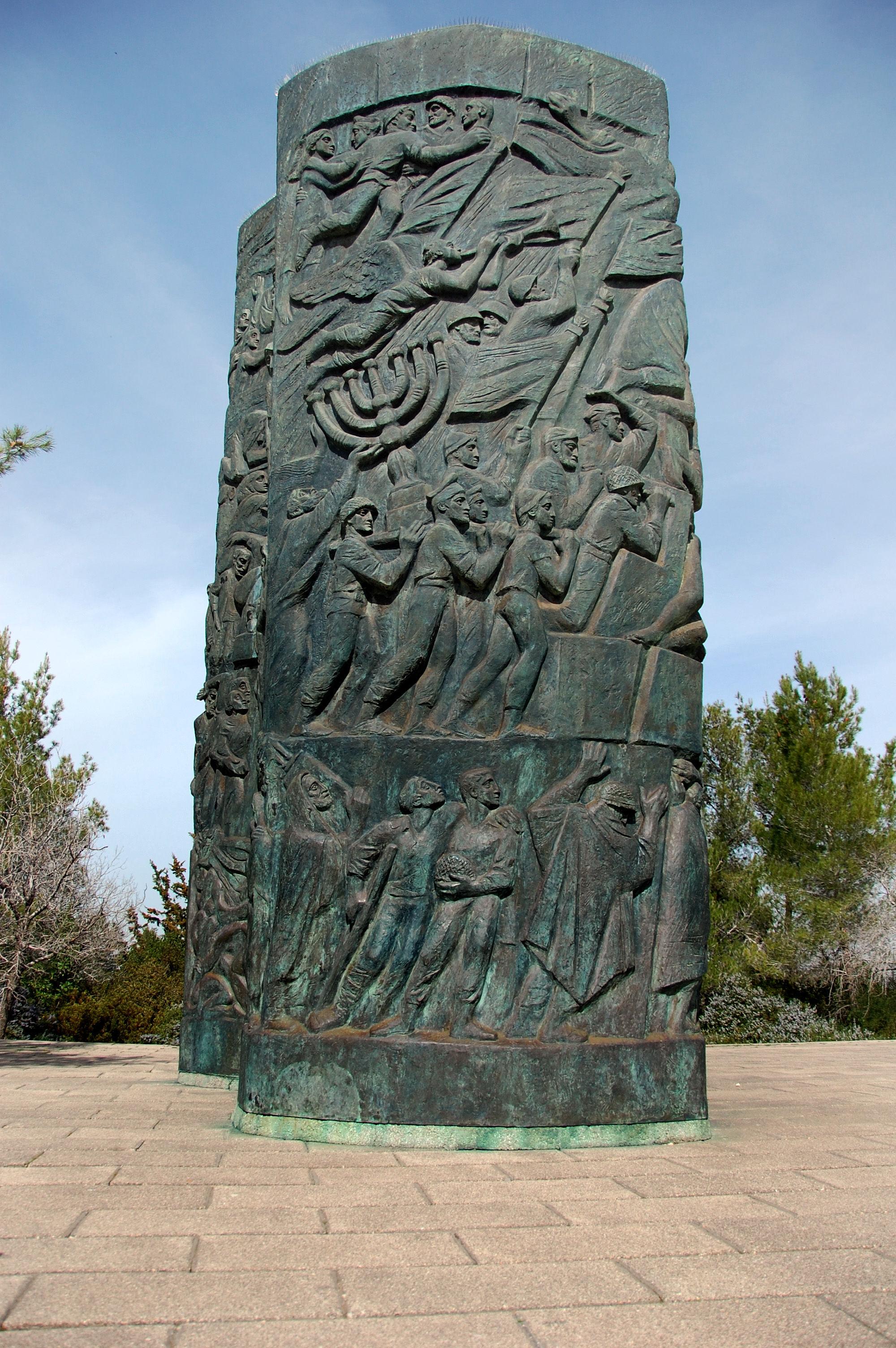
Scrolls of Fire près de Jérusalem, Israël
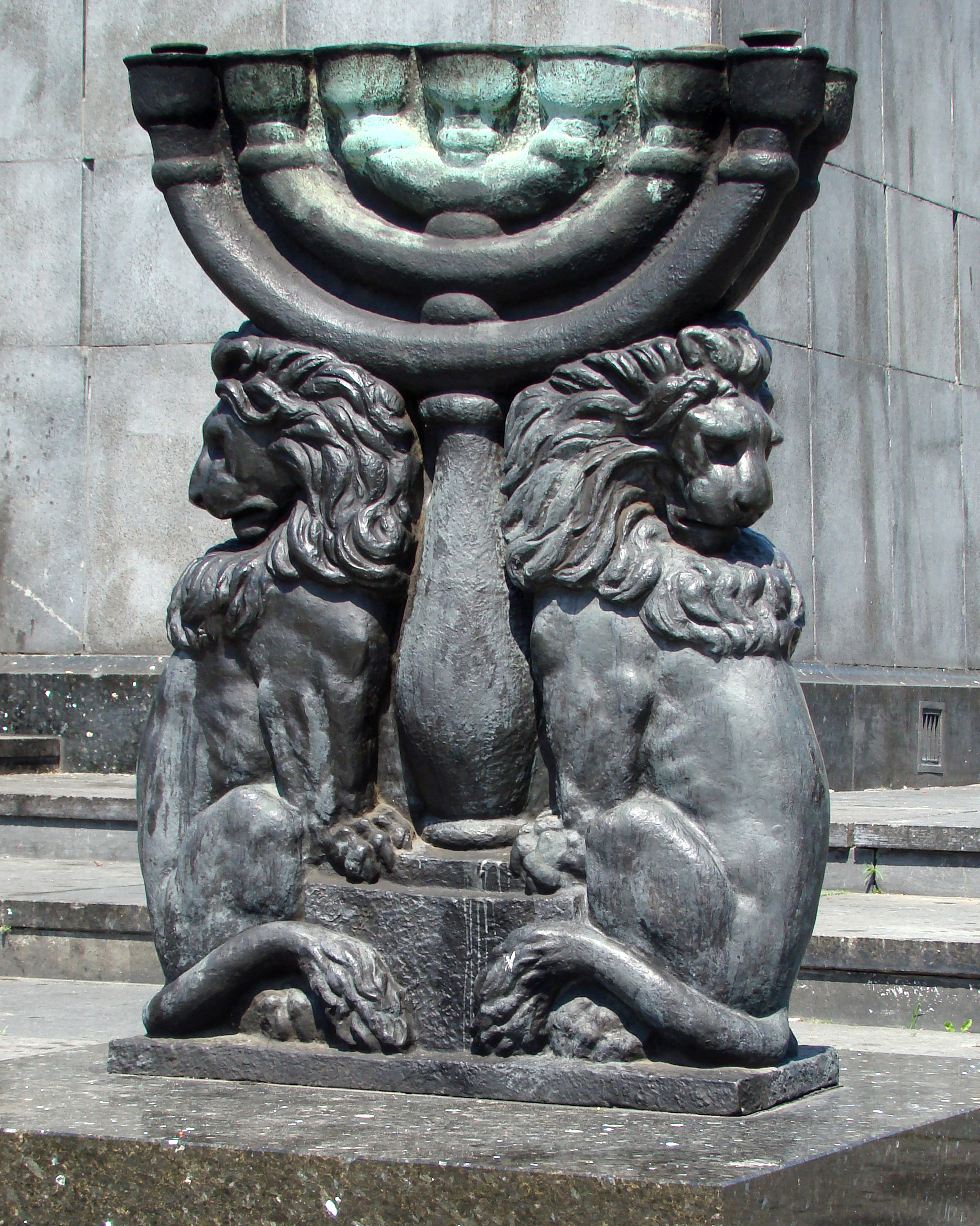
Menorah du monument commémorant le soulèvement du ghetto de Varsovie.
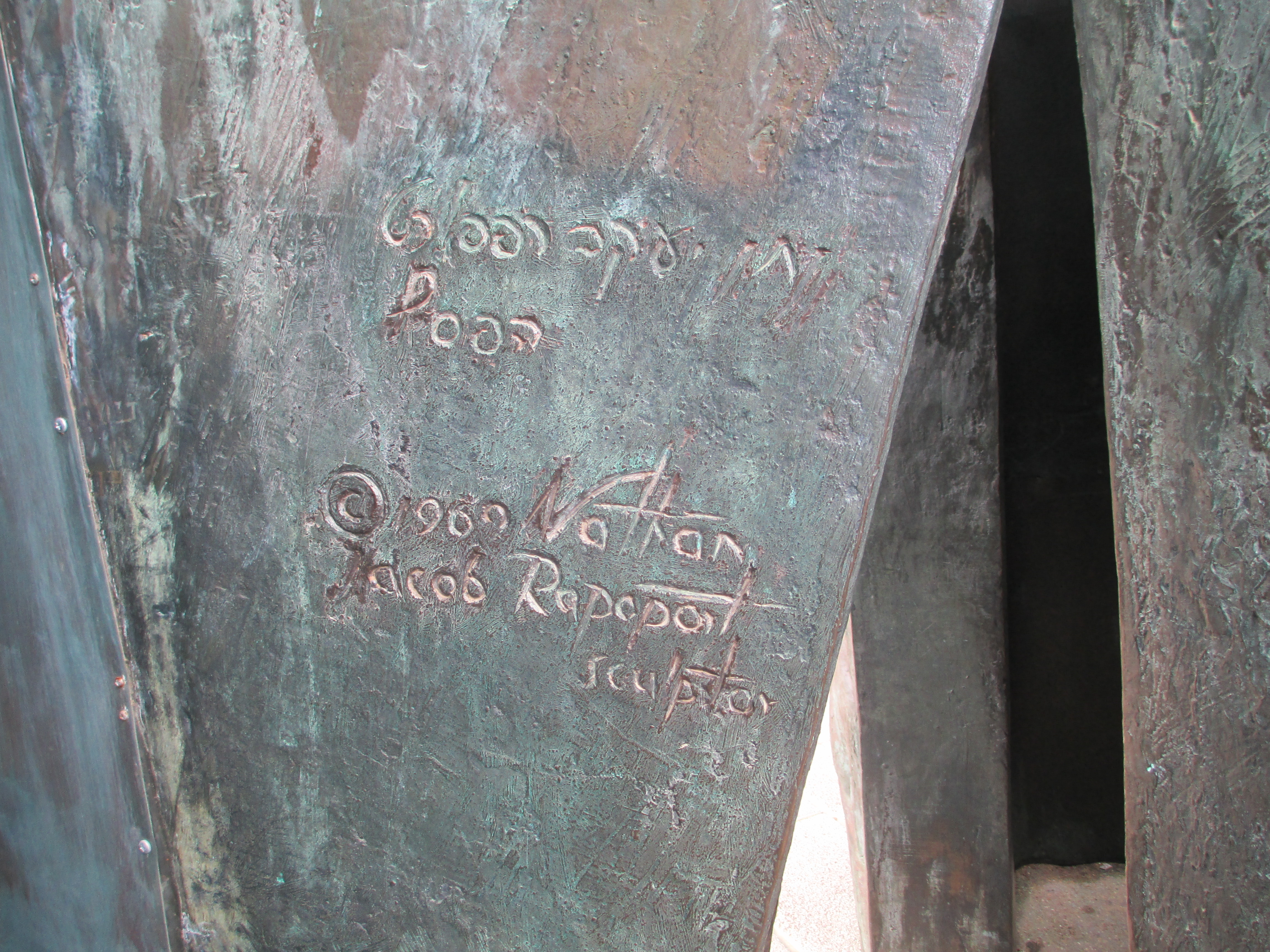
Scroll of fire
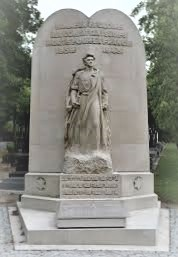
Monument au Cimetière de Bagneux Parisien